# Ixonanthaceae
Ixonanthaceae — пантропічна квіткова рослина родини дерев або кущів, що складається з приблизно 30 видів у 3 або 4 родах. Це широколисті вічнозелені рослини.